# Міннеота (Міннесота)
Міннеота (англ. Minneota) — місто (англ. city) в США, в окрузі Лайон штату Міннесота. Населення — 1366 осіб (2020).

## Географія
Міннеота розташована за координатами 44°33′45″ пн. ш. 95°58′57″ зх. д. / 44.56250° пн. ш. 95.98250° зх. д. (44.562555, -95.982630).  За даними Бюро перепису населення США в 2010 році місто мало площу 3,70 км², уся площа — суходіл.

## Демографія
Згідно з переписом 2010 року, у місті мешкали 1392 особи в 582 домогосподарствах у складі 365 родин. Густота населення становила 376 осіб/км².  Було 635 помешкань (171/км²).
Расовий склад населення:
| - 95,8 % — білих - 0,3 % — азіатів - 0,2 % — чорних або афроамериканців - 0,1 % — корінних американців - 3,2 % — осіб інших рас |

До двох чи більше рас належало 0,4 %. Частка іспаномовних становила 6,7 % від усіх жителів.
За віковим діапазоном населення розподілялося таким чином: 24,4 % — особи молодші 18 років, 53,4 % — особи у віці 18—64 років, 22,2 % — особи у віці 65 років та старші. Медіана віку мешканця становила 43,5 року. На 100 осіб жіночої статі у місті припадало 84,9 чоловіків;  на 100 жінок у віці від 18 років та старших — 83,0 чоловіків також старших 18 років.
Середній дохід на одне домашнє господарство  становив 61 328 доларів США (медіана — 56 458), а середній дохід на одну сім'ю — 69 776 доларів (медіана — 66 429). За межею бідності перебувало 8,5 % осіб, у тому числі 15,8 % дітей у віці до 18 років та 5,5 % осіб у віці 65 років та старших.
Цивільне працевлаштоване населення становило 705 осіб. Основні галузі зайнятості: освіта, охорона здоров'я та соціальна допомога — 31,2 %, виробництво — 14,0 %, роздрібна торгівля — 12,3 %.